# Roncus menozzii
Espèce
Synonymes
- Obisium menozzii Caporiacco, 1923

Roncus menozzii est une espèce de pseudoscorpions de la famille des Neobisiidae.

## Distribution
Cette espèce est endémique d'Italie. Elle se rencontre dans les Apennins.

## Systématique et taxinomie
Cette espèce a été décrite sous le protonyme Obisium menozzii par Caporiacco en 1923. Elle est placée dans le genre Roncus par Beier en 1932.

## Publication originale
- Caporiacco, 1923 : Una nuova specie di Chernetide italiano. Bollettino della Società Entomologica Italiana, vol. 55, p. 131-134.